# Unterseeboot 526
L'Unterseeboot 526 (ou U-526) est un sous-marin allemand utilisé par la Kriegsmarine pendant la Seconde Guerre mondiale

## Historique
Après sa formation à Stettin dans la 4. Unterseebootsflottille jusqu'au 31 janvier 1943, L'U-526 est affecté à une uni de combat à la base sous-marine de Lorient dans la 10. Unterseebootsflottille.
L'U-526 coule le 14 avril 1943 dans les coureaux de l'île de Groix près de Lorient à la position géographique de 47° 30′ N, 3° 45′ O, en heurtant une mine magnétique larguée par la R.A.F.
42 hommes d'équipage meurent dans ce naufrage. Il y a 12 survivants.
L'U-526 est renfloué et ramené à Keroman. Après la guerre dans les années 1950, l'épave est vendue par la Marine nationale française à un ferrailleur de Lorient pour démantèlement total aux forges d'Inzinzac-Lochrist.

## Affectations successives
- 4. Unterseebootsflottille du 12 août 1942 au 31 janvier 1943
- 10. Unterseebootsflottille du 1er février 1943 au 14 avril 1943

## Commandement
- Kapitänleutnant Hans Möglich du 12 août 1942 au 14 avril 1943

## Navires coulés
L'U-526 n'a, ni coulé, ni endommagé de navire au cours de l'unique patrouille qu'il effectua.